# Arsace Dikaïos Philhellène
Pour les articles homonymes, voir Arsace.
Arsace Dikaïos Philhellène est un prétendant arsacide au trône des Parthes.
Mithridate II de Parthie, le fils d'Artaban II, ne succède pas tranquillement à son père ; il doit d'abord s'assurer le trône en combattant deux compétiteurs d'origine inconnue dont seules les monnaies qui portent leur titre en grec, nous ont livré les noms :
- Arsakés Nicéphore et  Arsakès Dikaïos Philhellène.